# Dancê
Dancê é o terceiro álbum de estúdio da cantora e compositora brasileira Tulipa Ruiz, lançado em 5 de maio de 2015 pela Natura Musical. O álbum possui produção de Gustavo Ruiz, irmão e guitarrista da cantora. A arte da capa do álbum foi desenvolvida pela designer gráfica Tereza Bettinardi com base em um desenho feito pela própria Tulipa. O álbum foi indicado ao Grammy Latino na categoria de Melhor Álbum de Pop Contemporâneo Brasileiro e venceu. Em 30 de dezembro de 2015, a Rolling Stone americana publicou uma lista dos melhores álbuns latinos de 2015, Dancê entrou em quarto lugar. Tereza Bettinardi foi premiada na categoria "Projeto Visual" por Dancê no 27º Prêmio da Música Brasileira.

## Sobre o álbum
Tulipa Ruiz passou 15 dias com a sua banda em um sítio no interior de São Paulo, onde aconteceu um processo de composição muito interessante, segunda a cantora, que foi a primeira fez que realizou isso, de ficar só com o silêncio e com o som.

Sobre o Título Dancê:
| “ | “Isso, o nome do disco é Dancê. Fiz um disco que acho absolutamente dançante. Eu gosto, estou nesse momento de celebrar as coisas com o corpo. De dançar a vida mesmo, então esse disco tem muito a ver com essa fase." | ” |

, explica a cantora sobre o projeto.

## Faixas
| N.º | Título                                          | Compositor(es)                                         | Duração |  |
| 1.  | "Prumo"                                         | Tulipa Ruiz Gustavo Ruiz                               | 2:55    |  |
| 2.  | "Proporcional"                                  | T. Ruiz G. Ruiz                                        | 4:41    |  |
| 3.  | "Tafetá" (com a participação de João Donato)    | T. Ruiz G. Ruiz                                        | 3:56    |  |
| 4.  | "Elixir"                                        | T. Ruiz G. Ruiz                                        | 4:07    |  |
| 5.  | "Reclame"                                       | T. Ruiz G. Ruiz Caio Lopes Marcio Arantes Luiz Chagas  | 3:57    |  |
| 6.  | "Expirou"                                       | T. Ruiz G. Ruiz                                        | 6:10    |  |
| 7.  | "Jogo do Contente"                              | T. Ruiz G. Ruiz                                        | 4:32    |  |
| 8.  | "Virou" (com a participação de Felipe Cordeiro) | T. Ruiz Felipe Cordeiro G. Ruiz Manoel Cordeiro Chagas | 4:46    |  |
| 9.  | "Físico"                                        | T. Ruiz G. Ruiz                                        | 3:42    |  |
| 10. | "Old Boy"                                       | T. Ruiz                                                | 4:56    |  |
| 11. | "Algo Maior" (com a participação de Metá Metá)  | T. Ruiz G. Ruiz Chagas                                 | 5:39    |  |

## Turnê
| Data                    | Cidade                 | País       | Local                                  |
| ----------------------- | ---------------------- | ---------- | -------------------------------------- |
| América do Sul          |                        |            |                                        |
| 22 de maio de 2015      | São Paulo              | Brasil     | Sesc Pinheiros                         |
| 23 de maio de 2015      | São Paulo              | Brasil     | Sesc Pinheiros                         |
| 24 de maio de 2015      | São Paulo              | Brasil     | Sesc Pinheiros                         |
| 31 de maio de 2015      | Paraty                 | Brasil     | Praça da Matriz                        |
| 03 de junho de 2015     | Belo Horizonte         | Brasil     | Palácio das Artes                      |
| 12 de junho de 2015     | Rio de Janeiro         | Brasil     | Circo Voador                           |
| 09 de julho de 2015     | Salvador               | Brasil     | Teatro Castro Alves                    |
| 10 de julho de 2015     | Recife                 | Brasil     | Baile Perfumado                        |
| 11 de julho de 2015     | João Pessoa            | Brasil     | Centro Cultural Piollin                |
| 12 de julho de 2015     | Natal                  | Brasil     | Teatro Riachuelo                       |
| 16 de julho de 2015     | Ilhabela               | Brasil     | Praia do Perequê                       |
| 5 de setembro de 2015   | Goiânia                | Brasil     | Centro Cultural Oscar Niemeyer         |
| 9 de setembro de 2015   | Porto Alegre           | Brasil     | Auditório Araújo Vianna                |
| 11 de setembro de 2015  | Curitiba               | Brasil     | Vanilla Music Hall                     |
| 25 de setembro de 2015  | São Paulo              | Brasil     | Cine Jóia                              |
| 10 de outubro de 2015   | Brasília               | Brasil     | Taguatinga Shopping                    |
| 17 de outubro de 2015   | São Carlos             | Brasil     | Parque do Bicão                        |
| 20 de outubro de 2015   | São Paulo              | Brasil     | Baretto                                |
| 21 de outubro de 2015   | São Paulo              | Brasil     | Baretto                                |
| 31 de outubro de 2015   | Jijoca de Jericoacoara | Brasil     | Espaço Multiuso                        |
| 14 de novembro de 2015  | Campinas               | Brasil     | Campinas Hall                          |
| 22 de novembro de 2015  | São Paulo              | Brasil     | Casa Manioca                           |
| 27 de novembro de 2015  | Ribeirão Preto         | Brasil     | Estúdio Kaiser                         |
| 29 de novembro de 2015  | Rio de Janeiro         | Brasil     | Praia de Copacabana                    |
| 4 de dezembro de 2015   | São Paulo              | Brasil     | Sesc Bom Retiro                        |
| 5 de dezembro de 2015   | São Paulo              | Brasil     | Sesc Bom Retiro                        |
| 6 de dezembro de 2015   | São Paulo              | Brasil     | Sesc Bom Retiro                        |
| 9 de janeiro de 2016    | Santo André            | Brasil     | Sesc Santo André                       |
| 3 de fevereiro de 2016  | Fortaleza              | Brasil     | Caixa Cultural Fortaleza               |
| 4 de fevereiro de 2016  | Fortaleza              | Brasil     | Caixa Cultural Fortaleza               |
| 12 de fevereiro de 2016 | Santo André            | Brasil     | Sesc Santo André                       |
| 1 de abril de 2016      | Brasília               | Brasil     | Caixa Cultural Brasília                |
| 2 de abril de 2016      | Brasília               | Brasil     | Caixa Cultural Brasília                |
| 3 de abril de 2016      | Brasília               | Brasil     | Caixa Cultural Brasília                |
| 16 de abril de 2016     | Belo Horizonte         | Brasil     | Parque Municipal                       |
| 21 de maio de 2016      | Quito                  | Equador    | Quinta San Luis de Lumbisí             |
| América do Norte        |                        |            |                                        |
| 25 de maio de 2016      | Guadalajara            | México     | C3 Stage                               |
| 28 de maio de 2016      | Puebla                 | México     | Foro Karuso                            |
| 1 de junho de 2016      | Cidade do México       | México     | El Plaza Condesa                       |
| América do Sul          |                        |            |                                        |
| 30 de junho de 2016     | São Paulo              | Brasil     | Teatro Morumbi Shopping                |
| 26 de julho de 2016     | São Paulo              | Brasil     | Teatro Porto Seguro                    |
| 11 de agosto de 2016    | Brasília               | Brasil     | Terraço Shopping                       |
| 19 de agosto de 2016    | Manaus                 | Brasil     | Anfiteatro da Ponta Negra              |
| Europa                  |                        |            |                                        |
| 4 de setembro de 2016   | Paris                  | França     | Domaine de Villarceaux                 |
| 8 de setembro de 2016   | Londres                | Inglaterra | Rich Mix                               |
| 10 de setembro de 2016  | Londres                | Inglaterra | Trafalgar Square                       |
| 13 de setembro de 2016  | Corunha                | Espanha    | Garufa Club                            |
| 15 de setembro de 2016  | Madri                  | Espanha    | Teatro Lara                            |
| 17 de setembro de 2016  | Copenhague             | Dinamarca  | Alice Club                             |
| América do Sul          |                        |            |                                        |
| 30 de setembro de 2016  | São Paulo              | Brasil     | Sesc Vila Mariana                      |
| 1 de outubro de 2016    | São Paulo              | Brasil     | Sesc Vila Mariana                      |
| 28 de outubro de 2016   | Rio de Janeiro         | Brasil     | Circo Voador                           |
| 29 de outubro de 2016   | São Paulo              | Brasil     | Parque Candido Portinari               |
| 1 de novembro de 2016   | São Paulo              | Brasil     | Centro Cultural Rio Verde              |
| 11 de novembro de 2016  | Fortaleza              | Brasil     | Centro Dragão do Mar de Arte e Cultura |
| 12 de novembro de 2016  | Natal                  | Brasil     | Armazém Hall                           |
| 13 de novembro de 2016  | Recife                 | Brasil     | Estelita                               |
| 14 de novembro de 2016  | Aracaju                | Brasil     | Suburbia                               |
| 15 de novembro de 2016  | Maceió                 | Brasil     | Rex Jazz Bar                           |
| América do Norte        |                        |            |                                        |
| 25 de novembro de 2016  | Cidade do México       | México     | Bajo Circuito                          |
| 26 de novembro de 2016  | Tepoztlán              | México     | El Mango                               |
| 2 de dezembro de 2016   | Guadalajara            | México     | Expo Guadalajara                       |
| América do Sul          |                        |            |                                        |
| 17 de dezembro de 2016  | Salvador               | Brasil     | Museu du Ritmo                         |
| 14 de janeiro de 2017   | Santos                 | Brasil     | Sesc Santos                            |
| 8 de fevereiro de 2017  | Rio de Janeiro         | Brasil     | Sala Baden Powell                      |
| 19 de fevereiro de 2017 | Osasco                 | Brasil     | Sesc Osasco                            |

 Agenda disponível no site Tulipa Ruiz. 
1. ↑  Este show é parte do Bourbon Festival Paraty.
2. ↑  Este show é parte do Vento Festival.
3. ↑  Este show é parte do Festival Vaca Amarela.
4. ↑  Este show é parte do Festival Contato.
5. ↑  Este show é parte do Jeri Eco Cultural.
6. ↑  Este show é parte do Sol Sunday Sessions.
7. ↑  Este show é parte do Festival Natura Musical.
8. ↑  Este show é parte do Festival Terrasónica.
9. ↑  Este show é parte da Feira Internacional de Música de Guadalajara.
10. ↑  Este show é parte do Festivalatina.
11. ↑  Este show é parte do Festival D'ile de France.
12. 1 2 3  Estes shows são parte do Festival Son Estrella Galícia.
13. ↑  Este show é parte do Global Copenhagen.
14. ↑  Este show é parte do Festival Park 'n' Roll.
15. ↑  Este show é parte da Feria Internacional del Libro de Guadalajara.
16. ↑  Este show é parte do Festival Sangue Novo.

## Créditos
| - Tulipa Ruiz - voz, composição, gravação, cuatro (introdução faixa 10), desenhos - Gustavo Ruiz - composição, gravação, produção, guitarra, violão, sintetizador - Márcio Arantes - composição, arranjo de metais, baixo, coro - Caio Lopes - composição, bateria - Luiz Chagas - composição, guitarra, coro - Stephane San Juan - afoxé, pandeirola, timbales, bateria, soroban, bongô, conga, flexatone, triângulo, guiro, guiso, shaker, coquinho, campana, clave, block, maracás, coro, agogô, drum fills - Daniel Nogueira - sax tenor - Cuca Ferreira - sax barítono, sax alto, flauta em sol - Amilcar Rodrigues - trompete - Odirlei Machado - trombone - Jacques Mathias - arranjo de sopros, arranjo de metais - Dudu Tsuda - sintetizador - Mário Rocha - trompa - Alberto Continentino - arranjo de sopros - João Donato - voz, fender rhodes - Lanny Gordin - guitarra - Felipe Cordeiro - voz, composição, guitarra, coro | - Manoel Cordeiro - composição, guitarra, sintetizador - Kassin - gravação, baixo, guitarra, sintetizador - Marcelo Cabral - baixo - Sergio Machado - bateria - Thiago França - sax tenor, sax soprano, sax alto, sax tenor - Juçara Marçal - voz - Heloisa Aidar - produção executiva - Rodrigo "Funai" Costa - gravação - Marcelo Guerreiro - assistente de estúdio - Éric Yoshino - edição digital - Guilherme Diniz - roadie - Bill Diniz - roadie - Victor Rice - mixagem - Fernando Sanches - masterização - Tereza Bettinardi - projeto gráfico - Jonas Tucci - fotos - Lilia Góes- produção gráfica - Pedro Henrique França - assessoria de imprensa - Mario Garrone - revisão |